# Highest Hopes
Highest Hopes — The Best of Nightwish — четверта збірка пісень фінської симфо-метал групи Nightwish . Їхню першу повну збірку Tales from the Elvenpath багато фанатів вважали неповною, оскільки вона містить треки лише з альбомів Oceanborn, Over the Hills and Far Away, Wishmaster та Century Child повністю проігнорувавши першу роботу музикантів, альбом Angels Fall First та одну з найуспішніших робіт групи, альбом Once. Ця ж збірка містить пісні з усіх попередніх альбомів Nightwish, плюс кавер версію на пісню групи Pink Floyd High Hopes (версія виконана наживо на лімітованому виданні релізу). 
Highest Hopes був випущений у трьох різних форматах: Стандартна версія, Спеціальна версія та Розширена на 2 CD. На додаток до звичайної версії, Спеціальна версія була випущена з деякими змінами, а саме на ній був замінений трек «Deep Silent Complete» на популярнішу кавер-версію пісні The Phantom of the Opera, він також містить бонусний DVD на якому є три пісні записані наживо під час Mera Luna Festival в Гільдесгаймі, Німеччина в 2003 році . 
Розширена версія на 2 CD містить: на першому диску стандартну версію альбому, на другому бонус-треки з різних альбомів та бонусний DVD-диск, який містить десять відео треків. Композиції 1-3 є пісні, записані наживо під час Mera Luna Festival в Гільдесгаймі, Німеччина в 2003 році, і є ідентичними тим, що є на DVD-диску Спеціальної версії видання. Композиції 4-6 офіційні відеокліпи групи та 7-10 відео, що були зняті під час Summer Breeze Festival в Німеччині в 2002 році. Всі версії мають в своєму трек-листі пісню «Sleeping Sun» (Версія 2005 року) та кавер версію на пісню групи Pink Floyd High Hopes, від якої збірка і бере свою назву . 
Альбом був сертифікований Платиною у Фінляндії, за понад 40 000 проданих примірників, в той саме день, коли був випущений, та Золотом у Норвегії за 20 000 проданих копій. Крім того, він став найприбутковішим альбомом у Фінляндії 2005 року, було продано понад 65 000 примірників, сертифікований подвійною платиною. На сьогоднішній день вже продано понад 103.000 копій. 

## Список композицій

### Стандартна версія
1. «Wish I Had an Angel»
2. «Stargazers»
3. «The Kinslayer»
4. «Ever Dream»
5. «Elvenpath»
6. «Bless the Child»
7. «Nemo»
8. «Sleeping Sun» (Версія 2005 року)
9. «Dead to the World»
10. «Over the Hills and Far Away»  кавер на пісню (Гері Мура)
11. «Deep Silent Complete»
12. «Sacrament of Wilderness»
13. «Walking in the Air»
14. «Wishmaster»
15. «Dead Boy's Poem»
16. "High Hopes ( live кавер на пісню групи Pink Floyd)

### Спеціальна версія

#### CD
1. «Wish I Had an Angel»
2. «Stargazers»
3. «The Kinslayer»
4. «Ever Dream»
5. «Elvenpath»
6. «Bless the Child»
7. «Nemo»
8. «Sleeping Sun» (Версія 2005 року)
9. «Dead to the World»
10. «Over the Hills and Far Away»
11. «Sacrament of Wilderness»
12. «Walking in the Air»
13. «Wishmaster»
14. «Dead Boy's Poem»
15. «The Phantom Of The Opera»
16. «High Hopes (Live)»

#### DVD
1. She Is My sin — Live at M'Era Luna
2. Kinslayer — Live at M'Era Luna
3. Dead to The World — Live at M'Era Luna

### Розширена версія (2CD+DVD)

#### Диск 1
1. «Wish I Had an Angel»
2. «Stargazers»
3. «The Kinslayer»
4. «Ever Dream»
5. «Elvenpath»
6. «Bless the Child»
7. «Nemo»
8. «Sleeping Sun» (Версія 2005 року)
9. «Dead to the World»
10. «Over the Hills and Far Away»
11. «Deep Silent Complete»
12. «Sacrament of Wilderness»
13. «Walking in the Air»
14. «Wishmaster»
15. «Dead Boy's Poem»
16. «High Hopes (Live)»

#### Диск 2
1. «The Wayfarer»
2. «Come Cover Me (Live)»
3. «Dead Boy's Poem (Live)»
4. «Once Upon a Troubadour»
5. «A Return to the Sea»
6. «Sleepwalker — Heavy Version»
7. «Nightquest»
8. «Lagoon»

#### DVD
1. "She Is My Sin — Наживо під час M'era Luna Festival в Гільдесгаймі, Німеччина в 2003 році
2. "Dead to the World — Наживо під час M'era Luna Festival в Гільдесгаймі, Німеччина в 2003 році
3. "The Kinslayer — Наживо під час M'era Luna Festival в Гільдесгаймі, Німеччина в 2003 році
4. «Over the Hills and Far Away (Відео)»
5. "Bless the Child (Відео)
6. "Sleeping Sun (Відео)
7. "Walking in the Air — Наживо під час Summer Breeze Festival в Німеччині в 2002 році
8. "End of All Hope — Наживо під час Summer Breeze Festival в Німеччині в 2002 році
9. "10th Man Down — Наживо під час Summer Breeze Festival в Німеччині в 2002 році
10. "Sleeping Sun — Наживо під час Summer Breeze Festival в Німеччині в 2002 році

## Чарти
| Чарт       | Пікова позиція |
| ---------- | -------------- |
| Фінляндія  | 1              |
| Греція     | 1              |
| Мексика    | 1              |
| Норвегія   | 5              |
| Швейцарія  | 10             |
| Австрія    | 13             |
| Швеція     | 14             |
| Німеччина  | 17             |
| Чехія      | 20             |
| Бразилія   | 25             |
| Нідерланди | 41             |
| Данія      | 56             |

## Учасники запису
- Туомас Холопайнен — композитор, клавишні
- Емппу Вуорінен — гітара
- Юкка Невалайнен — ударні
- Тар'я Турунен — вокал
- Марко Хієтала — бас-гітара
- Самі Вянскя — бас-гітара (на всіх треках крім 4,6,7,8,9 та 16)
- Сем Хардвік — монологи (в треках 6 та 15)
- Тапіо Вільска — Бек-вокал (на треку 10)
- Лондонський філармонічний оркестр — Хор (на треках 1 та 7)